# Lophaster densus
Lophaster densus är en sjöstjärneart som beskrevs av Fisher 1940. Lophaster densus ingår i släktet Lophaster och familjen solsjöstjärnor. Inga underarter finns listade i Catalogue of Life.